# توماس غوارديا غوتيريز
توماس الحرس غوتيريز (بالإسبانية: Tomás Guardia Gutiérrez)‏ (و. 1831 – 1882 م) هو سياسي من كوستاريكا ولد في كوستاريكا.